# Louis Mitchell (flygare)
Louis Mitchell död oktober 1912, var en amerikansk flygare och filmproducent.
Mitchell som skapat sig en mindre förmögenhet som filmagent och filmproducent i början av 1900-talet blev flygintresserad när han såg ett flygplan i luften över Memphis. Han kontaktade Moisants flygskola för att få flygutbildning, men han nekades tillträde på grund av sin storlek och vikt (210 pound). Han provade då med Curtiss flygskola, men även där fick han höra att hans möjligheter att komma i luften var små. Efter att han pratat med bröderna Wright fick han slutligen lära sig flyga. På sin tredje lektion lyckades han få upp flygplanet i luften och genomföra en vid sväng. Efter några veckor var han färdigutbildad och han fick sitt flygcertifikat en månad senare. Han köpte två stycken Wrightflygplan och anställde "Wild Bill" Heth som mekaniker.
Efter att Heth lärt sig flyga bildade Mitchell American Aviators Company som genomförde flyguppvisningar i Illinois, Indiana, Wisconsin, Minnesota och Iowa. 21 oktober 1912 deltar han i Alabama State Exposition med två Wrightflygplan och en flygbåt. Under en flyguppvisning några dagar senare i Memphis tappar Mitchell kontrollen över flygplanet och det bryts sönder i luften. Mitchell klämdes till döds av motorn som lossnade när flygplanet havererade mot marken.